# Мохаммед Ламин Медьен
Мохаммед Ламин Медьен — фотограф, глава Департамента разведки и безопасности Алжира (1939).

## Биография
Мохаммед Медьен родился в 1939 году в кабильской семье в городе Гензет провинции Сетиф, Алжир. Детство Медьена прошло в Сент-Юджине. В 1961 он вступил в ряду Народно-освободительной армии Алжира, а уже через пару месяцев Алжир обрел свободу. Медьен учился в школе КГБ, служил в Оране и на посту военного атташе в Триполи. В 1986 возглавил министерство обороны и безопасности Алжира. Звездный час Медьена наступил в 1990, когда он встал во главе спецслужб Алжира. Медьен участвовал в военном перевороте 1992. Активное участие Медьена в алжирской политике принесло ему славу «делателя королей». Он получил прозвище «Туфик». Медьен - самый таинственный человек современного Алжира, практически не существует его фотографий, его личность окутана тайнами. Медьена подозревают в причастности к тысячам преступлений во время «грязной войны» с исламистами. В 2013 году начался его конфликт с президентом Бутефликой, который стремится ограничить власть всесильного шефа спецслужб.